# European Computer Trade Show
Die European Computer Trade Show (ECTS) war eine zwischen 1989 und 2004 alljährlich stattfindende Computerspiel-Fachmesse in London. Sie war lange Zeit die größte und einflussreichste derartige Fachmesse in Europa und stand weltweit nur ihrem Gegenstück in Los Angeles nach, der Electronic Entertainment Expo (E3).

## Geschichte
Die vom Medienunternehmen CMP Information in den Jahren 1989 bis 2004 ausgerichtete Messe richtete sich ausschließlich an Fachpublikum: Entwickler, Publisher, Distributoren und Händler, aber auch Hardware-Hersteller und vor allem die Fachpresse. Die breite Öffentlichkeit war dagegen bis zum Jahr 2002 von der Messe ausgeschlossen. Geleitet wurde die Veranstaltung von Miller Freeman, später übernahm Andy Lane. Die Public Relations wurden von der Agentur Bastion übernommen.
Die ECTS wurde erstmals im Jahre 1989 im Business Design Centre in Islington, North London abgehalten. Von hier an nahm die Messe stetig an Einfluss und Umfang zu, die Teilnehmerzahlen stiegen stetig. Viele große Entwicklungsstudios und Publisher präsentierten hier ihre neuesten Titel und Neuigkeiten.
Von 1992 bis einschließlich 1996 veranstaltete CMP zwei ECTS pro Jahr: eine Frühlingsmesse im April und eine Herbstmesse im September. Schließlich entschied man sich jedoch dazu, nur noch eine Messe im Herbst zu veranstalten, da viele Spiele zum heißumkämpften Weihnachtsgeschäft veröffentlicht werden und Entwickler und Publisher somit nur ein geringes Interesse daran hatten, ihre Titel bereits im Frühjahr, kurz vor der E3 im Mai, zu präsentieren.
Im Jahr 1995 zog die ECTS vom Business Design Centre in die Grand Hall auf dem Messegelände Olympia. Nachdem die Teilnehmerzahlen weiter anstiegen, erweiterte man 1997 die Ausstellungsfläche auch auf die angrenzende National Hall. Laut Veranstalter CMP stieg die Teilnehmerzahl 1997 gegenüber dem Vorjahr um 24 Prozent auf 20.161.
Gegen Ende der 90er Jahre begannen große Publisher wie Activision, Eidos Interactive und Electronic Arts, eigene Veranstaltungen abzuhalten, auf denen sie die ungeteilte Aufmerksamkeit ihrer Handelspartner hatten. Viele Publisher begannen abzuwägen, ob Ausgaben in siebenstelliger Höhe für einen aufmerksamkeitserregenden Messestand nur wenige Monate nach der E3 sinnvoll waren. Seit den Jahren 1999/2000 kämpfte die ECTS zusehends mit sinkenden Teilnehmerzahlen, wodurch auch ihre Bedeutung nachließ.
Auf der ECTS 2000 wurde erstmals eine „Developers Area“ (Entwickler-Bereich) geboten, die einen Treffpunkt für die europäische Entwicklergemeinde bot. Hier konnten sich auch kleinere Entwicklungsstudios präsentieren und miteinander austauschen, ohne die hohen Gebühren für einen eigenen Messestand zahlen zu müssen.
Nach der ECTS 2000 versuchte CMP auf die Entwicklungen der letzten Jahre zu reagieren und verlagerte die Messe in das modernere Konferenzzentrum ExCeL Exhibition Centre am Millennium Dome. 2001 wurde erstmals gleichzeitig die Game Developers Conference Europe (GDCE) abgehalten, eine Konferenz der europäischen Spieleentwickler und Ableger der US-amerikanischen Game Developers Conference. So waren sowohl Publisher, Handel und Presse, als auch die Top-Entwickler an einem Ort vereint, wovon auch die ECTS in den folgenden Jahren profitieren konnte. Doch der neue Standort ExCel stellte sich während der ECTS 2001 aus verschiedenen Gründen als ungeeignet für die Veranstaltung heraus und wurde von vielen Teilnehmern stark bemängelt. Da außerdem 9 der 10 größten Publisher nicht auf der Messe vertreten waren, sahen sich die Veranstalter harscher Kritik ausgesetzt. Die Teilnehmerzahlen sanken um beinahe 50 Prozent. Nach der Messe wurden viele Stimmen unter Publishern und Entwicklern laut, die eine drastische Neuorganisation forderten.
Bereits im Jahr darauf kehrte die ECTS in den Westen Londons zurück. Als Veranstaltungsort war das Earls Court Exhibition Centre ausgewählt worden, Londons ehemals größtes Messezentrum. Die wohl größte Neuheit auf der ECTS 2002 war die Einbindung der PlayStation Experience, eines Spiele-Events des Konsolenherstellers Sony, auf dem viele der größten Entwickler ihre neuesten Titel für Sonys PlayStation vorstellten. Dieser Bereich richtete sich vor allem an Spieler, wodurch erstmals ein Teil der ECTS auch für Endkunden geöffnet war.
Ebenfalls 2002 öffnete zum ersten Mal die Games Convention in Leipzig ihre Pforten und stellte damit eine direkte Konkurrenz dar.
Auf der ECTS 2003, die diesmal im Rahmen der neuen London Games Week stattfand, waren wieder einige der großen Unternehmen vertreten. Teilweise beschränkten sich diese jedoch auf relativ kleine Ausstellungstände, während die großen Präsentationen und Pressemitteilungen auf eigenen Veranstaltungen abgehalten wurden. Microsoft beispielsweise bot nur einen kleinen Messestand für Treffen und Gespräche auf der ECTS 2003, die neuesten Xbox-Spiele präsentierte man auf der nur drei Wochen darauf stattfindenden Presseveranstaltung X03.
Zugleich lief wie im Vorjahr die Sony PlayStation Experience. Auch Konsolenhersteller Nintendo war nach drei Jahren Abstinenz wieder vertreten. Der zuvor aufgebauschte Hype um Nintendos Rückkehr war für viele Besucher jedoch eher enttäuschend, da das Unternehmen nicht in der Messehalle anwesend war, sondern nur einen eigenen Tourbus außerhalb der Messehallen aufstellte. Vivendi Universal Games UK präsentierte zusammen mit Valve zum ersten Mal den Ego-Shooter Half-Life 2 in Europa.
Im Oktober 2003 musste die ECTS und Veranstalter CMP einen schweren Schlag hinnehmen als der englische Publisher-Verband ELSPA (Entertainment and Leisure Software Publishers Association) bekanntgab, eine eigene Computer- und Videospiel-Veranstaltung in London abzuhalten – gleichzeitig mit der ECTS. Die European Games Network (EGN) getaufte Messe sollte in Kombination mit der Veranstaltung Game Stars Live stattfinden. Es kam zum Streit zwischen den beiden Veranstaltungen, der über öffentlich die Medien ausgetragen wurde. Im November 2003 gab Londons Bürgermeister Ken Livingstone bekannt, dass die Stadt und der Tourismusrat die EGN und Game Star Live unterstützen würden. Im März 2004 gab darüber hinaus die Vereinigung unabhängiger Spieleentwickler TIGA (The Independent Games Developers Association) bekannt, als Gegenstück zur GDCE eine eigene Entwicklerkonferenz namens European Developers Forum zu veranstalten, die am selben Ort wie EGN und GSL stattfinden würde.
Vom 1. bis 3. September 2004 öffnete die ECTS ein weiteres Mal im Earls Court Exhibition Centre ihre Pforten für das Fachpublikum. Fast gleichzeitig dazu fanden im Rahmen des London Games Festivals die Konkurrenz-Veranstaltungen EGN, Game Stars Live und EDF im ExCel-Konferenzzentrum statt. Während viele Entwickler und Händler weiterhin auf der ECTS vertreten waren, entschieden sich viele der Publisher und die Presse für die EGN. Am Rande der ECTS 2004 wurde außerdem das britische Finale des E-Sport-Turniers World Cyber Games ausgetragen.
Im April 2005 gab CMP bekannt, sich aus Großbritannien zurückzuziehen. Dies bedeutete auch das Ende der ECTS und der an Endkunden gerichteten Unterhaltungsmesse SCoRE. Die Entwicklerkonferenz GDCE dagegen wurde auch im August 2005 abgehalten, diesmal in Zusammenarbeit mit der TIGA. Damit verbleiben nur noch zwei Fachmessen für den Computer- und Videospielbereich in Großbritannien: die European Games Network und das Edinburgh Interactive Entertainment Festival (EIEF), das Teil des Edinburgh International Festivals ist.

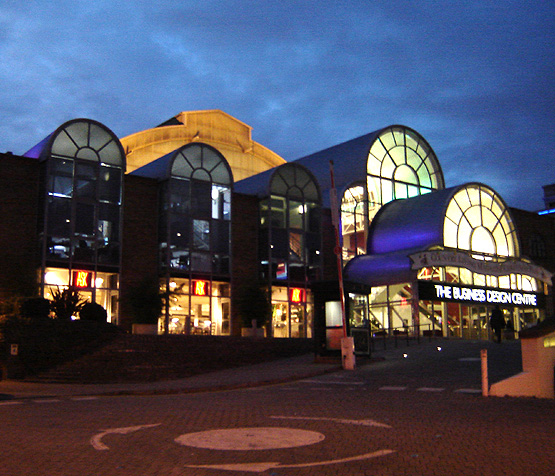
Das Business Design Centre, Veranstaltungsort 1989–1994

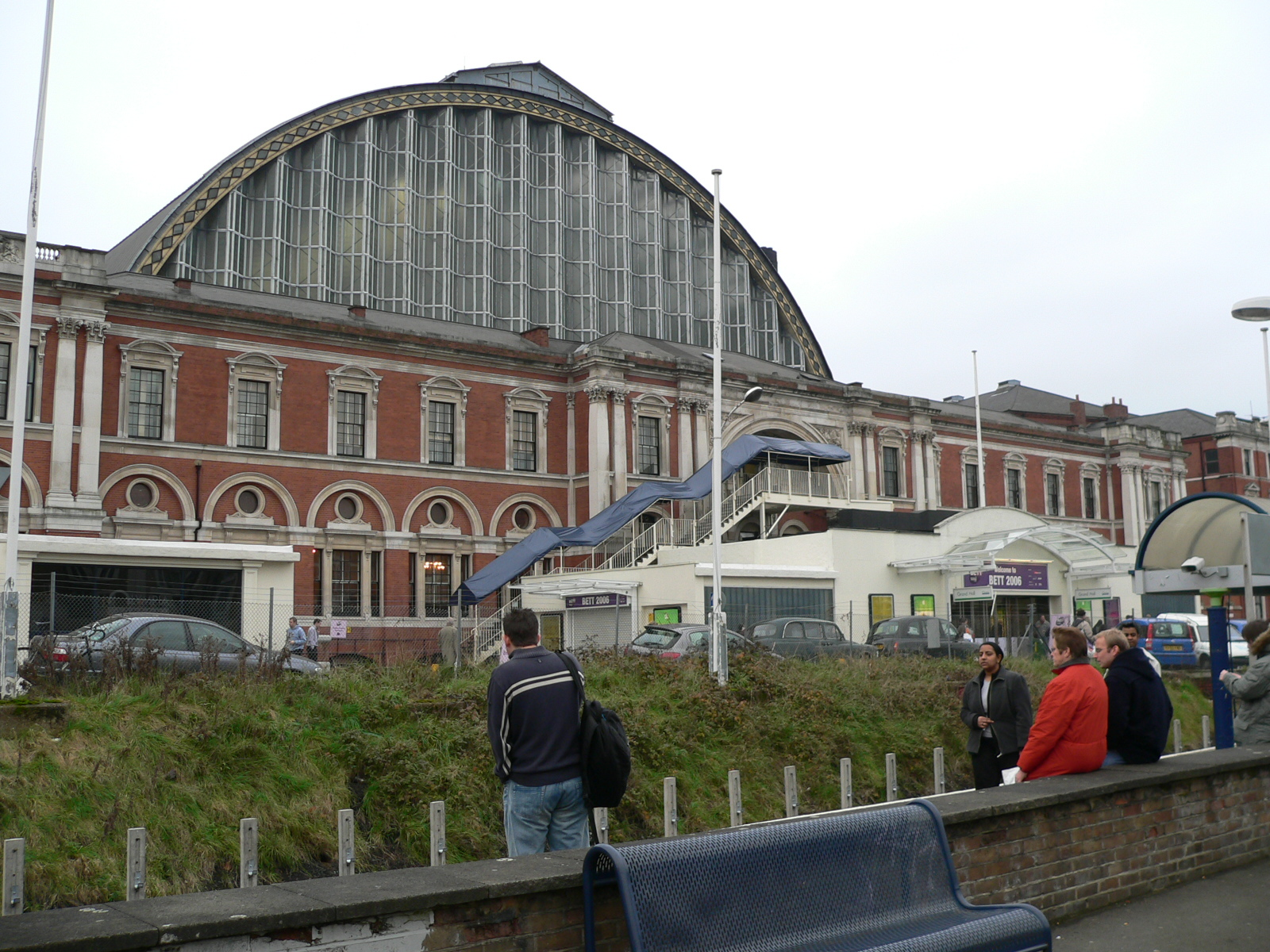
Olympia, Veranstaltungsort 1995–2000

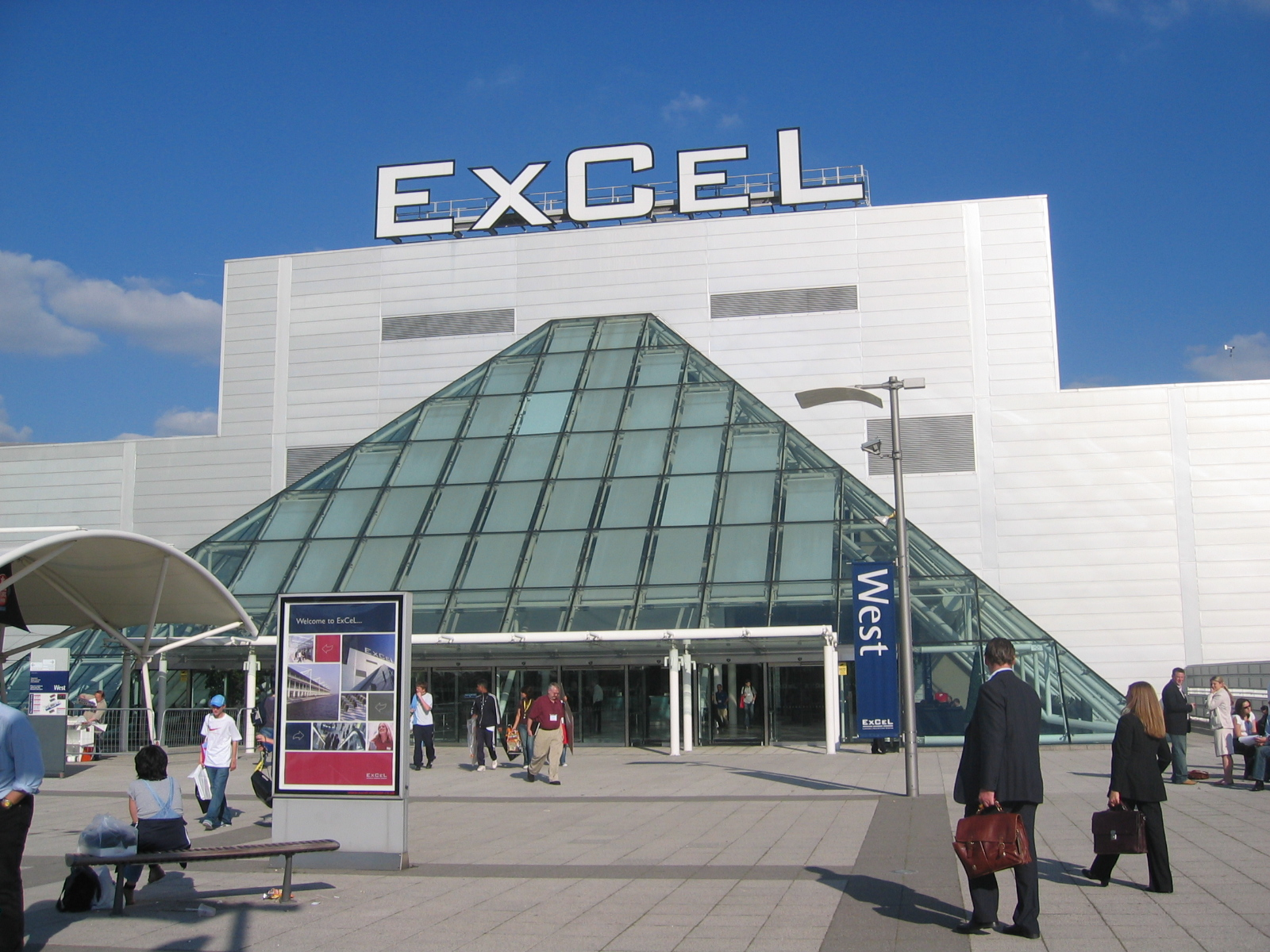
ExCeL Exhibition Centre, Veranstaltungsort 2001

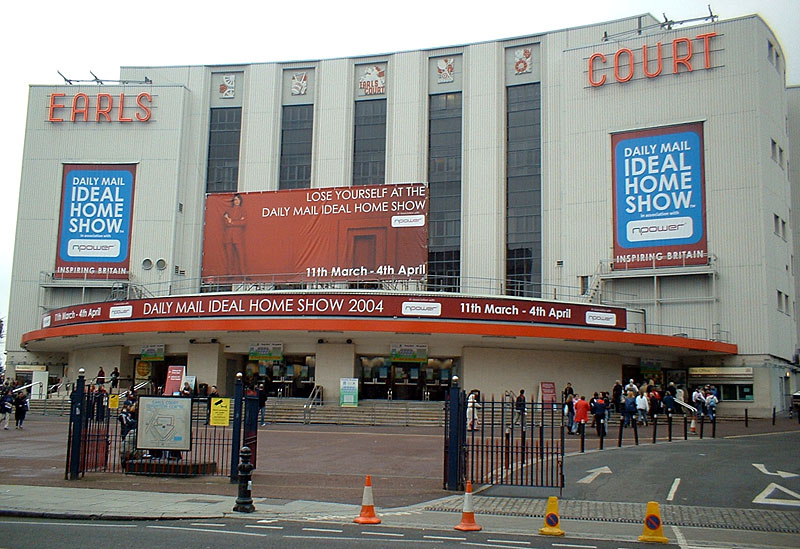
Earls Court Exhibition Centre, Veranstaltungsort 2002–2004.

## Daten
| Jahr | Zeitraum          | Veranstaltungsort             |
| ---- | ----------------- | ----------------------------- |
| 1989 | 16.–18. April     | Business Design Centre        |
| 1990 | 1.–3. April       | Business Design Centre        |
| 1991 | 14.–16. April     | Business Design Centre        |
| 1992 | 12.–14. April     | Business Design Centre        |
|      | 6.–8. September   | Business Design Centre        |
| 1993 | 4.–6. April       | Business Design Centre        |
|      | 5.–7. September   | Business Design Centre        |
| 1994 | 10.–12. April     | Business Design Centre        |
|      | 4.–6. September   | Business Design Centre        |
| 1995 | 26.–28. März      | Olympia                       |
|      | 10.–12. September | Olympia                       |
| 1996 | 14.–16. April     | Olympia                       |
|      | 9.–10. September  | Olympia                       |
| 1997 | 7.–9. September   | Olympia                       |
| 1998 | 6.–8. September   | Olympia                       |
| 1999 | 5.–7. September   | Olympia                       |
| 2000 | 3.–5. September   | Olympia                       |
| 2001 | 2.–4. September   | ExCeL Exhibition Centre       |
| 2002 | 29.–31. August    | Earls Court Exhibition Centre |
| 2003 | 27.–29. August    | Earls Court Exhibition Centre |
| 2004 | 1.–3. September   | Earls Court Exhibition Centre |